# Nazanin Boniadi
Nazanin Boniadi (perzsául: نازنین بنیادی, nevének magyar átírása Názánin Bonjádi) (Teherán, 1980. május 22. –) brit színésznő.

## Gyerekkora és fiatalkora
Teheránban, Iránban született. Szüleivel politikai menekültként mindössze egy hónappal a születése után Londonba költöztek. Kislányként zongorázni és balettozni tanult. Angliában magániskolába járt, a diplomáját viszont már az Amerikai Egyesült Államokban szerezte biológiából, kitűnő eredménnyel. Az egyetemen a MedTimes című egyetemi lap egyik szerkesztője volt.

## Pályafutása
Első szerepét a General Hospital című drámasorozatban kapta, melyben Leyla Mirt alakította. 2008-ban NAACP Image Awardra jelölték a sorozatbeli szerepléséért. 2009-ben az általa alakított szereplő meghalt biotoxin-robbanás következtében. Innentől fogva szerepelt pár hollywoodi produkcióban, mint például a Charlie Wilson háborúja Mike Nichols rendezésében, de feltűnt a Jon Favreau rendezte 2008-as A Vasemberben is, mint Amira Ahmed.
2011-ben visszatérő szereplő volt az Így jártam anyátokkal című amerikai szituációs komédiában, ahol Norát alakította.

## Filmográfia

### Film
| Év   | Magyar cím              | Eredeti cím               | Szerep            | Megjegyzések                  |
| ---- | ----------------------- | ------------------------- | ----------------- | ----------------------------- |
| 2006 |                         | Kal: Yesterday & Tomorrow | Simmi             | rövidfilm                     |
| 2007 |                         | Gameface                  | Taylor            |                               |
| 2008 | Charlie Wilson háborúja | Charlie Wilson's War      | afgán menekült    | nem szerepel a stáblistán     |
| 2008 | A Vasember              | Iron Man                  | Amira Ahmed       | cameo                         |
| 2009 |                         | Diplomacy                 | perzsa tolmács    | rövidfilm                     |
| 2010 | A következő három nap   | The Next Three Days       | Elaine            |                               |
| 2014 |                         | Shirin In Love            | Shirin            |                               |
| 2015 |                         | Desert Dancer             | Parisa Ghaffarian |                               |
| 2016 | Ben-Hur                 | Ben-Hur                   | Eszter            | magyar hangja Tarr Judit      |
| 2016 | Zoolander 2.            | Zoolander 2               | show résztvevője  |                               |
| 2016 | Utazók                  | Passengers                | hologram          | nem szerepel a stáblistán     |
| 2018 | Hotel Mumbai            | Hotel Mumbai              | Zahra             | magyar hangja Bánfalvi Eszter |
| 2019 | Botrány                 | Bombshell                 | Rudi Bakhtiar     |                               |

### Televízió
| Év        | Magyar cím                     | Eredeti cím                               | Szerep          | Megjegyzések                                             |
| --------- | ------------------------------ | ----------------------------------------- | --------------- | -------------------------------------------------------- |
| 2007      |                                | The Game                                  | Josie           | 2 epizód                                                 |
| 2007      |                                | General Hospital: Night Shift             | Leyla Mir       | 13 epizód                                                |
| 2007–2009 |                                | General Hospital                          | Leyla Mir       | 119 epizód                                               |
| 2010      | Mély vízben                    | The Deep End                              | Heather Mosson  | 1 epizód                                                 |
| 2010      | 24                             | 24                                        | szőke nő        | 2 epizód                                                 |
| 2010      | Trinity kórház                 | Hawthorne                                 | Aneesa Amara    | 1 epizód                                                 |
| 2011      | Briliáns elmék                 | Suits                                     | Lauren Pearl    | 1 epizód                                                 |
| 2011–2014 | Így jártam anyátokkal          | How I Met Your Mother                     | Nora            | 10 epizód                                                |
| 2012      | CSI: A helyszínelők            | CSI: Crime Scene Investigation            | Lauren nővér    | 1 epizód                                                 |
| 2012      |                                | Best Friends Forever                      | Naya            | 2 epizód                                                 |
| 2012      |                                | Rochelle                                  | Panna Jalalawal | 3 epizód                                                 |
| 2013      | Csoportban marad               | Go On                                     | Hannah          | 1 epizód                                                 |
| 2013      | A Grace klinika                | Grey's Anatomy                            | Amrita          | 1 epizód                                                 |
| 2013–2014 | Homeland – A belső ellenség    | Homeland                                  | Fara Sherazi    | 12 epizód                                                |
| 2014      | Botrány                        | Scandal                                   | Adnan Salif     | 7 epizód                                                 |
| 2017–2018 | Képmás                         | Counterpart                               | Clare Quayle    | 17 epizód                                                |
| 2022      | A Gyűrűk Ura: A hatalom gyűrűi | The Lord of the Rings: The Rings of Power | Bronwyn         | - főszereplő (1. évad) - magyar hangja: - Mikecz Estilla |